# کوزنیا
کوزنیا (اوکراینی: "Кузня на Рибальському") شرکت کشتی‌سازی و صنایع جنگ‌افزاری اوکراینی است، که در سال ۱۸۶۲ تأسیس شد.